# Trymosternus ariasi
Trymosternus ariasi is een keversoort uit de familie van de loopkevers (Carabidae). De wetenschappelijke naam van de soort is voor het eerst geldig gepubliceerd in 1914 door Bolivar y Pieltain.